# Poli(winylopirolidon)
Poli(winylopirolidon), poliwinylopirolidon, PVP (od ang. polyvinylpyrrolidone) (ATC A07 BC03) – polimer, produkt polimeryzacji winylopirolidonu.

Polimeryzacja winylopirolidonu

Polimer liniowy (powidon) jest rozpuszczalny w wodzie, natomiast w wersji usieciowanej (krospowidon) jest nierozpuszczalny. Wytwarzany jest także jako kopolimer z octanem winylu (kopowidon).
Należy do syntetycznych polimerów nietoksycznych, ale może zawierać nieprzereagowane resztkowe ilości monomeru użytego do polimeryzacji, który uważa się za substancję rakotwórczą. 

## Zastosowania
Jest stosowany jako składnik do środków farmaceutycznych (głównie tabletek), jako substancja wypełniająca lub substancja wiążąca (PVP jako substancja polarna dobrze wiąże się z innymi związkami polarnymi) oraz w środkach kosmetycznych i higienicznych: dodawany jest do szamponów, pianek, odżywek do włosów, past do zębów i proszków do prania tkanin kolorowych. Jest oznaczany jako E1201. 
Używany również w inżynierii genetycznej jako bloker błony cząsteczkowej podczas procesu hybrydyzacji.

### Zastosowania medyczne
Dzięki działaniu ochronnemu na nabłonek rogówki i na spojówkę stosowany w okulistyce, we wszelkich stanach chorobowych przejawiających się nadmierną suchością rogówki (na przykład w zespole suchego oka). Poza przypadkami nadwrażliwości nie wywiera poważniejszych działań ubocznych.